# 天主教劳尔克拉教区
天主教勞爾克拉教區 （拉丁語：Dioecesis Rurkelaënsis）是印度一個羅馬天主教教區，屬克塔克暨布巴內斯瓦爾總教區。
教區成立於1979年7月4日，位於奧里薩邦北部。2010年有教友237,020人（佔轄區總人口13.3%）、四十個堂區、153名司鐸。現任教區主教為基肖爾‧庫馬爾‧庫尤爾。